# Lau (hudební skupina)
Lau je britská hudební skupina, založená v Edinburghu v roce 2005. Ve své tvorbě spojuje tradiční keltskou hudbu s prvky jazzu a freak folku. Tvoří ji Kris Drever (zpěv, kytara), Martin Green (akordeon, klávesy) a Aidan O’Rourke (housle). Název skupiny znamená v orknejském dialektu „přírodní světlo“. V letech 2008, 2009, 2010 a 2013 byli Lau vyhlášeni v anketě stanice BBC Radio 2 nejlepší folkovou skupinou roku, úspěšně vystupovali v pořadu Later... with Jools Holland. Album The Bell That Never Rang, které produkovala Joan Wasser, bylo v glasgowském deníku The Herald vyhlášeno nejlepší skotskou nahrávkou roku 2015.

## Diskografie
- Lightweights and Gentlemen (2007)
- Live (2008)
- Arc Light (2009)
- Race the Loser (2012)
- The Bell That Never Rang (2015)
- Midnight and Closedown (2019)